# Ламин Камара
Ламин Камара (роден на 1 януари 2004 г.) е сенегалски професионален футболист, който играе като атакуващ полузащитник за Монако и националния отбор на Сенегал. Той участва на Африканското първенство по футбол за юноши до 20-годишна възраст през 2023 г.

### Международен
| национален отбор | година    | Приложения | цели |
| ---------------- | --------- | ---------- | ---- |
| Сенегал          | 2022 г.   | 7          | 2    |
| Сенегал          | 2023 г.   | 6          | 1    |
| Обща сума        | Обща сума | 13         | 3    |